# 이민지 (1984년)
이민지(1984년 5월 8일~)는 대한민국의 배우이다. 제10회 대한민국 세계청소년영화제 홍보대사를 지냈다.

## 학력
- 대전성모초등학교
- 호수돈여자중학교
- 대전여자고등학교
- 세종대학교

## 출연 작품

### 영화
- 2010년 《회오리바람》
- 2010년 《이제 난 용감해질거야》 - 박미정 역
- 2015년 《열대야》